# マリア・フェルナンダ・カストロ・マヤ
マリア・フェルナンダ・カストロ・マヤ（María Fernanda Castro Maya、1993年ごろ、メキシコ生まれ）はメキシコの自己権利擁護障害者人権活動家。
自身の知的障害に起因して、カストロはヒューマン・ライツ・ウォッチの支援を受けて障碍者の権利が守られるよう活動しているメキシコ知的障害者支援組織連盟の一員である。とりわけ、メキシコの全ての政党に対して、実施する政策において知的障害および学習障害に考慮するよう要請した。
カストロは、政党や選挙イベントに障害者を参加させることに加えて、個人的に政治的決定に関連する文書の言語的アクセシビリティを主張している。さらに、障害に関連する権利に関する報告書を国連に提出したメキシコ代表団の一員でもあり、2020年現在、インクルージョン・インターナショナルのグローバルネットワークに属するEmpower Usグループの地域代表を務めている。また、知的障害や心理社会的障害を持つ人々の政治参加に関するオンライン協議の議長を務め、国際自営業サミットではパネルディスカッションの司会を務めた。
カストロは2022年の障害者会議に対して、成人の障害者に依然として法定後見人が必要であるという要件を廃止するためにメキシコの民法を改正するように提案した。この提案はメキシコ連邦議会に送られたが、未だ回答は得られていない。
2022年、カストロはメキシコにおける障害者の権利を擁護し、彼らの政治参加のために戦った功績が評価され、BBCの「100人の女性」リストに選ばれた。